# Juovvaskäidi
Juovvaskäidi är en kulle i Finland. Den ligger i Utsjoki kommun i landskapet Lappland, i den norra delen av landet, 1 100 km norr om huvudstaden Helsingfors. Toppen på Juovvaskäidi är 371 meter över havet. Juovvaskäidi ingår i Paistunturit.
Terrängen runt Juovvaskäidi är huvudsakligen platt, men österut är den kuperad. Trakten runt Juovvaskäidi är nära nog obefolkad, med mindre än två invånare per kvadratkilometer. Det finns inga samhällen i närheten. Omgivningarna runt Juovvaskäidi är i huvudsak ett öppet busklandskap.